# Bellonia aspera
Bellonia aspera là một loài thực vật có hoa trong họ Tai voi. Loài này được L. mô tả khoa học đầu tiên năm 1753.